# Maurice Rollinat
Pour les articles homonymes, voir Rollinat.
Maurice Rollinat, né le 29 décembre 1846 à Châteauroux et mort le 26 octobre 1903 à Ivry-sur-Seine, est un poète, musicien et interprète français.
Rollinat est, aux côtés de Georges Rodenbach, Tristan Corbière, Charles Cros, Jean Moréas, Jules Laforgue, Joris-Karl Huysmans, Alfred Jarry, et Laurent Tailhade un des principaux représentants du décadentisme, l’école littéraire et philosophique devancière du symbolisme.

## Biographie
Fils de François Rollinat, député de l'Indre à l'Assemblée constituante en 1848 et grand ami de George Sand, Rollinat est issu d'un milieu cultivé. Il se met très tôt au piano, pour lequel il semble avoir de grandes facilités. Dans les années 1870, il fait lire les premiers poèmes qu’il écrit à George Sand, qui l'encourage à tenter sa chance à Paris. Il y publie son premier recueil Dans les brandes (1876-1877), qu'il dédie à George Sand, mais qui ne connaît aucun succès .
Il rejoint alors le groupe des Hydropathes, fondé par Émile Goudeau, où se rassemblent de jeunes poètes décadents se voulant anticléricaux, antipolitiques et antibourgeois. Plusieurs soirs par semaine, la salle du Chat noir, célèbre cabaret parisien dans laquelle on croise Willette ou Antonio de La Gandara, se remplit pour écouter l'impressionnant Rollinat. Seul au piano, le jeune poète exécute ses poèmes en musique. Son visage blême, qui inspira de nombreux peintres, et son aspect névralgique, exercent une formidable emprise sur les spectateurs. De nombreuses personnes s'évanouissent, parmi lesquelles notamment Leconte de Lisle et Oscar Wilde.
Ses textes, allant du pastoral au macabre en passant par le fantastique, valent à Rollinat une brève consécration en 1883. Cette année-là, le poète publie Les Névroses, qui laisse les avis partagés. Certains voient en lui un génie ; d'autres, comme Verlaine dans Les Hommes d'aujourd'hui, un « sous-Baudelaire », doutant ainsi de sa sincérité poétique. Cependant, les témoignages et les travaux biographiques montrent que Rollinat a été toute sa vie très tourmenté et atteint de névralgies. Son ami Jules Barbey d'Aurevilly qualifie Baudelaire de « diable en velours » et Rollinat de « diable en acier aiguisé, qui coupe et fait froid en coupant » : « Inférieur à Baudelaire pour la correction lucide et la patience de la lime qui le font irréprochable, Rollinat pourrait bien lui être supérieur ainsi qu’à Edgar Poë par la sincérité et la profondeur de son diabolisme ».

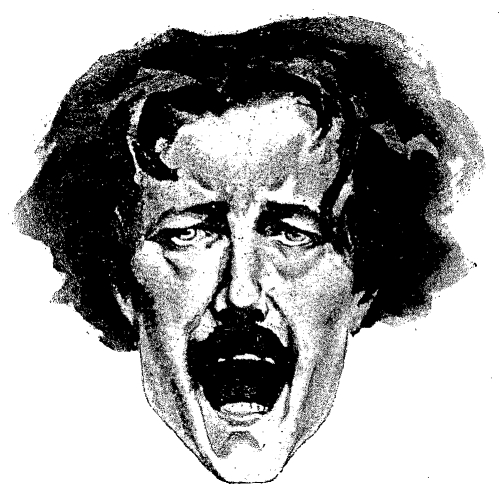
Rollinat chantant au piano d'après une aquarelle de Gaston Béthune.

Séparé de son épouse, malade, fatigué, Rollinat refuse d'être transformé en institution littéraire. Pour continuer son œuvre, il se retire alors, en 1883, dans la Creuse, à Fresselines, proche de Crozant, avec sa compagne l’actrice  Cécile Pouettre, connue au Chat Noir sous le nom de scène de « Madame de Gournay ». Il s'y entoure d'amis avec lesquels il partagera les vingt dernières années de sa vie. Il publiera cinq livres de poèmes : l'Abîme (1886), La Nature (1892), Le Livre de la Nature (1893), Les Apparitions (1896) et Paysages et Paysans (1899), ainsi qu'un recueil en prose : En errant (1903).
Sa compagne mourante, il tente à plusieurs reprises de se suicider. Son ami le peintre Eugène Alluaud le veille et s'inquiète. Malade, probablement d'un cancer, le poète est transporté à la clinique du docteur Moreau à Ivry où il s’éteint, deux mois après sa compagne.
Il en était venu à être oublié de ses contemporains. Un poète d'Issoudun, Albert Liger, qui assistait aux obsèques, demanda à un curieux qui était celui qu'on enterrait ; celui-ci répondit : « Il paraît que c'est un nommé Rollinat, un fameux pêcheur à la ligne dans la Creuse ». Il repose au cimetière Saint-Denis de Châteauroux.

## La poésie de Rollinat: de la Nature à la condition humaine

### Dans les brandes(1877)
Dans les brandes ouvre un étrange parcours poétique. Le mépris de la ville et des hommes qui y vivent fait encore davantage briller la Nature, blonde, lumineuse et conseillère. Rollinat y trouve une double perfection : celle des éléments qui la composent et celle du geste de l'homme qui l'habite. Très descriptif, Rollinat donne à voir dans ses poèmes animaliers (L'écureuil, La chèvre) les personnalités différentes de chaque vivant. L'homme de la campagne, quant à lui, développe des mœurs particulières, dont la beauté rustique enchante le poète (Le chasseur en soutane, La fille aux pieds nus). Quant à Rollinat lui-même, spectateur de la Nature et des hommes, il cherche en vain sa place (Où vais-je ?). Le réel, décrit par Rollinat à travers le prisme du monde rustique, regorge d'interrogations, de failles inexpliquées, auxquelles le poète va chercher à donner sens.

### Les Névroses(1883)

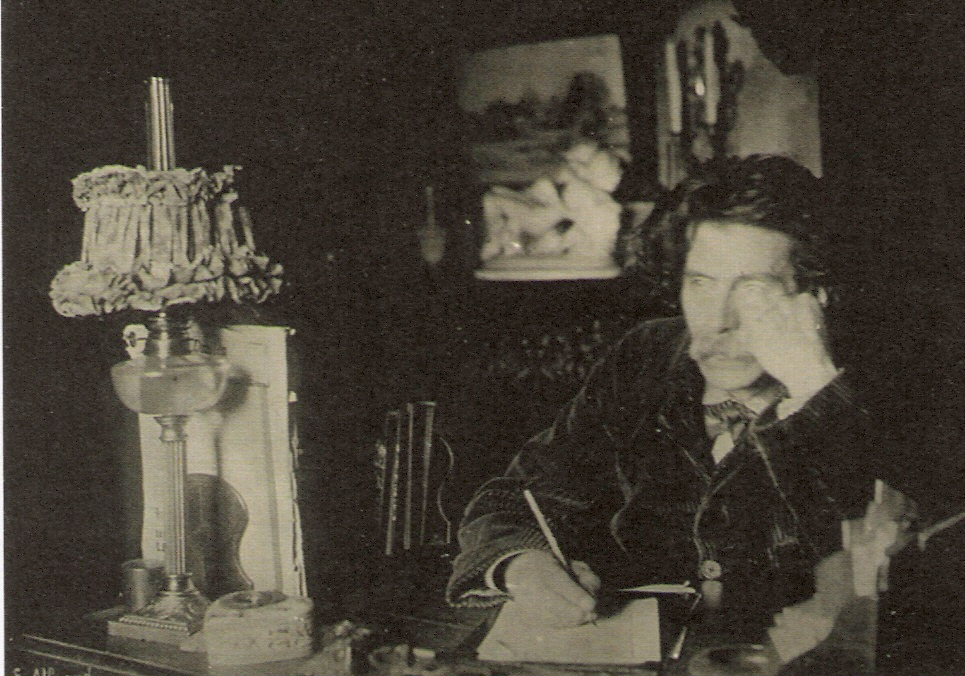
Rollinat à sa table de travail, La Pouge (Fresselines), en 1898.

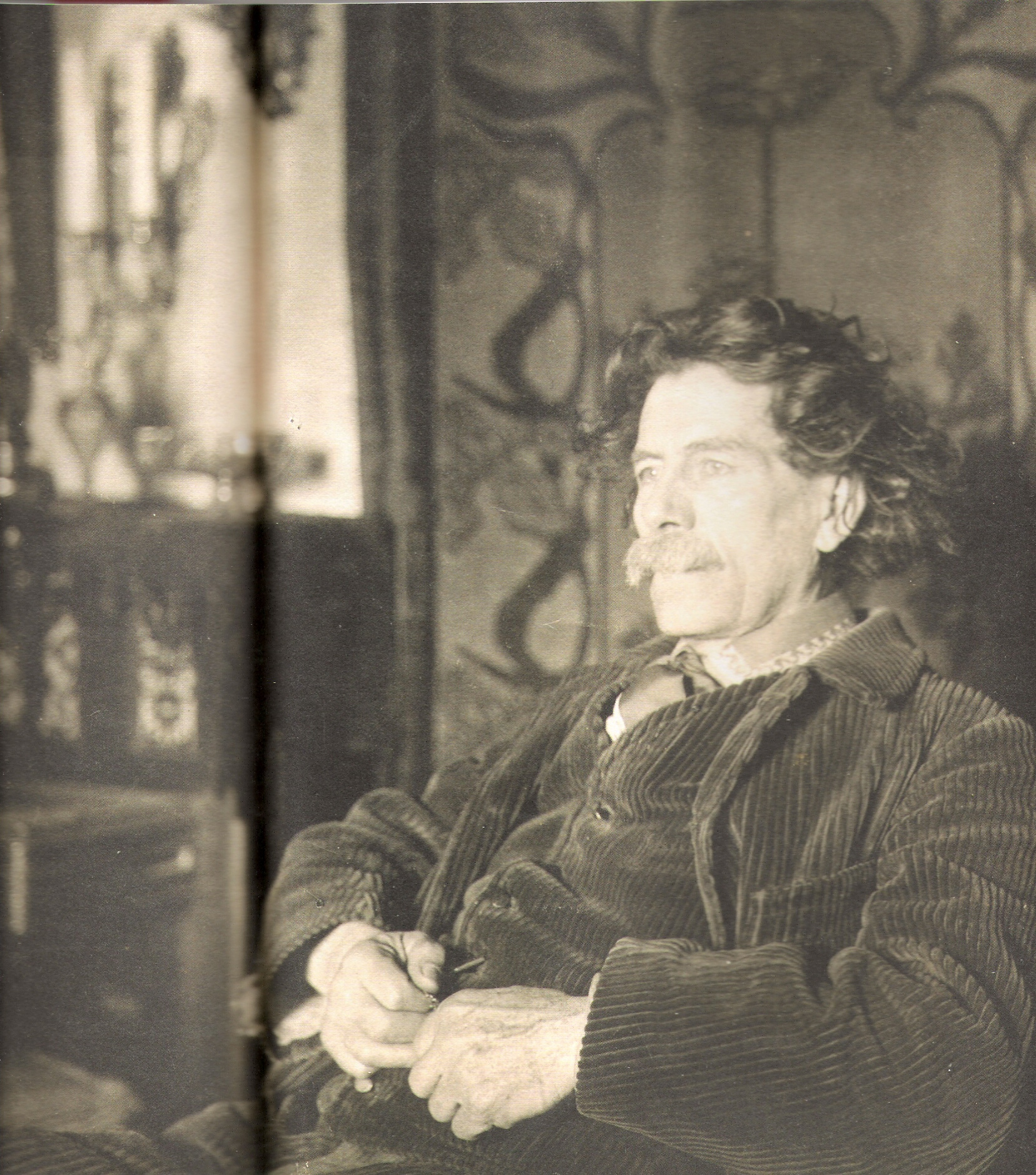
Rollinat dans son salon, La Pouge (Fresselines), en 1900.

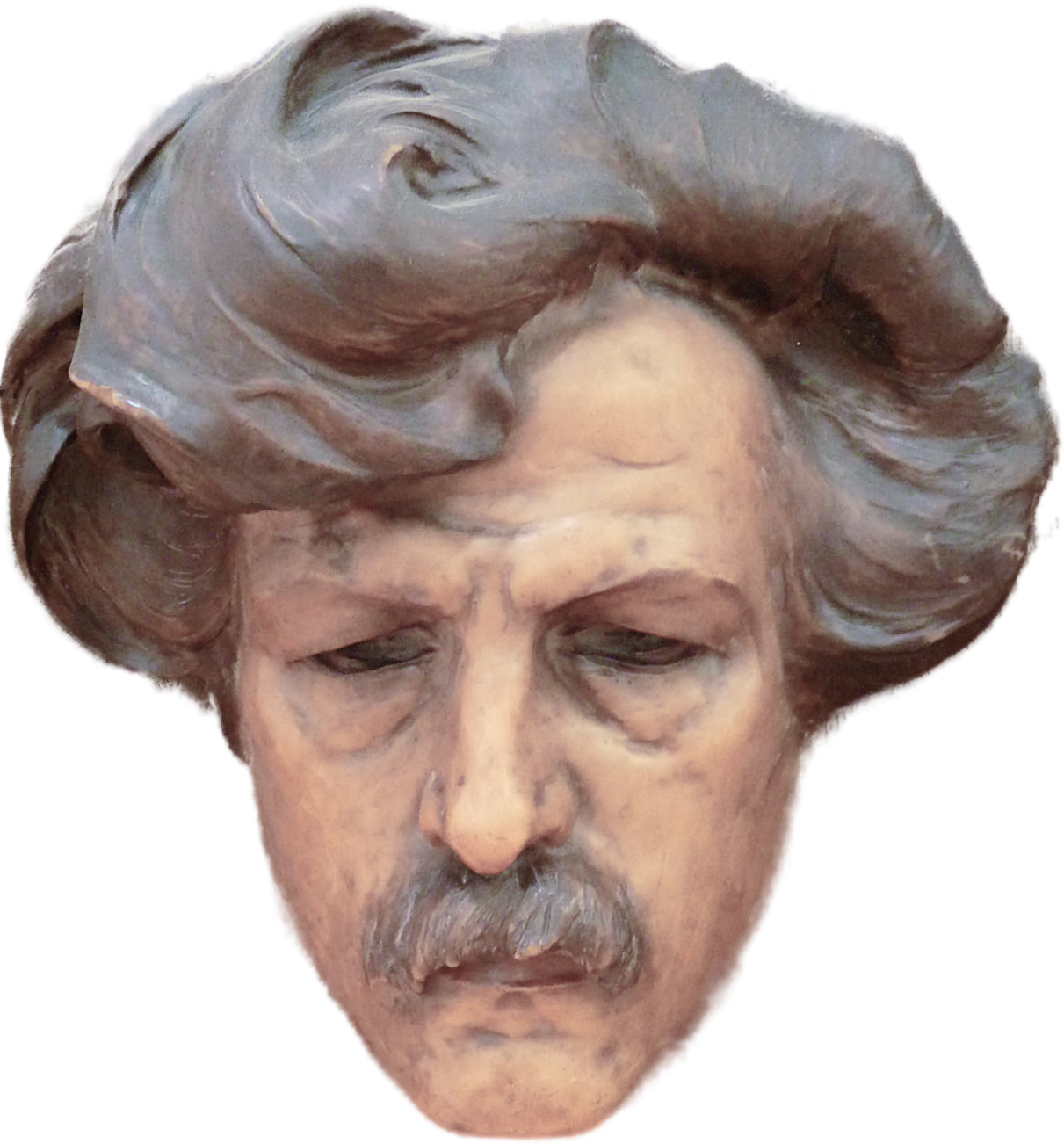
Masque en cire de Rollinat par Jean-Désiré Ringel d'Illzach.

Publié chez Charpentier en 1883, annoncé dès 1882, ce recueil est le plus célèbre de Rollinat. Davantage que Dans les brandes, l'étrangeté et le macabre jouent un rôle capital. La Nature est alors transfigurée par le poète sous la pression d'un imaginaire de l'étrange qu'il fait se dégager du moindre évènement (La vache au taureau). Les Névroses, ouvrage de la fascination par excellence, proche du symbolisme, démet le réel de toute son innocence et de sa virginité mythologique.
Le diable, la mort, le mal, sont des thématiques omniprésentes qui percent le voile de la simple donnée naturelle. La réalité déborde alors de sens par le double recours à l'imaginaire et au nihilisme. Évacuant Dieu de sa réflexion poétique, Rollinat suppose le Diable comme s'infiltrant dans toutes les manifestations humaines et non humaines. Par ce biais négatif, il réhabilite ce qu'il y a de plus naturel et ancré dans l'humain : la luxure et la mort.
Il consacre un poème à Honoré de Balzac (extrait) :
Balzac est parmi nous le grand poète en prose,

Et jamais nul esprit sondeur du gouffre humain,

N’a fouillé plus avant la moderne névrose,

Ni gravi dans l’Art pur un plus âpre chemin.
Et un à Edgar Allan Poe :
Edgar Poe fut démon, ne voulant pas être Ange.

Au lieu du Rossignol, il chanta le Corbeau ;

Et dans le diamant du Mal et de l’Étrange

Il cisela son rêve effroyablement beau:35.

### L'Abîme(1886)
Trois ans après son départ de Paris pour Fresselines, Rollinat publie L'Abîme, qui est l'ouvrage du retrait. Ce recueil est aussi le plus synthétique de tous les ouvrages en vers de Rollinat. Le poète avait souhaité composer un livre sur la condition humaine. Dans L'Abîme, Rollinat examine en grande partie les vices humains, à la manière des moralistes du XVIIe siècle. On trouve dans la réflexion de Rollinat des échos pascaliens (La chanson de l'Ermite) quant à la place de l'homme dans l'univers, mais surtout une fascination pour l'intériorité humaine (La genèse du crime, Le faciès humain), regorgeant de pouvoirs insoupçonnés, de pulsions et de projets souvent vains. L'Abîme offre un constat accablant de la nature humaine et de sa destinée. La vie, déplorable, ne sera pas, selon Rollinat, excusée par la mort. À la fin du recueil, notamment dans Requiescat in Pace, le poète, cynique, fait de la mort un juge sans Dieu au sein de laquelle l'homme n'aura aucun droit au pardon.

## Liens familiaux
- Maurice Rollinat est l'oncle du peintre et historien d'art Maurice Sérullaz[9].

## Distinction
- Chevalier de la Légion d'honneur[10]

## Hommages
- Bas-relief de Rodin à la mémoire de Rollinat, à Fresselines[11] ;
- Collège Maurice Rollinat à Brive-la-Gaillarde ;
- École primaire Maurice Rollinat à La Châtre ;
- Lycée Rollinat à Argenton-sur-Creuse.

## Œuvres
- Participation au recueil Dixains réalistes
- Dans les brandes, poèmes et rondels, Paris, Charpentier, 1883 (lire en ligne).
- Les Névroses, Paris, Fasquelle, 1917 (lire en ligne).
- L’Abîme, Paris, Charpentier, 1886 (lire en ligne).
- Dix mélodies nouvelles, 1886.
- La Nature, 1892.
- Le Livre de la nature, choix de poésies, 1893.
- Les Apparitions, 1896.
- Ce que dit la Vie et ce que dit la Mort, 1898.
- Paysages et paysans, Paris, Fasquelle, 1899 (lire en ligne).
- En errant, proses d'un solitaire, 1903.
- Poésies : Mademoiselle Squelette, La buveuse d'absinthe, Le monstre, Le fou, La ruine, Le rire, Paris (lire en ligne).

### Publications posthumes
- Ruminations : proses d'un solitaire, 1904.
- Les Bêtes, 1911.
- Fin d'Œuvre, 1919.
- Le Cabinet secret : pièces érotiques et politiques inédites, édition établie par Claire Le Guillou, Paris, Éditions du Sandre (2014.
- Poèmes de jeunesse proposés par Catherine Réault-Crosnier et Régis Crosnier (Catherine Réault-Crosnier, 2015)

### Rééditions
- Œuvres. I. Dans les brandes. II. Les Névroses, éditées par R. Miannay, Paris, Lettres Modernes Minard (1971-1972).
- Les Névroses, édition de Philippe Martin-Lau, Paris, Éditions du Sandre (2010).
- Poèmes choisis, édition de Sébastien Robert, Paris, Edilivre (2012).
- Ruminations, proses d'un solitaire, Irène de Palacio (éd.), Éditions du 26 octobre (2021).

#### Filmographie
- Dans l'œil de Rollinat, film de Pascal Guilly, coproduction TGA Production et BIP TV. Documentaire, 52 min, 2019.